# Mikael Andersson (ishockeyspelare född 1966)
För andra betydelser, se Mikael Andersson.
Mikael Andersson, född 10 maj 1966 i Malmö, är en svensk före detta ishockeyspelare. Han spelade 15 säsonger i NHL för Buffalo Sabres, Hartford Whalers, Tampa Bay Lightning, New York Islanders och Philadelphia Flyers.
Mikael var en av Sveriges absolut bästa talanger och blev draftad redan i första omgången i NHL, år 1984. Han vann SM-guld med Frölunda Indians 2003 tillsammans med brodern Niklas Andersson.
Han arbetar i dag som scout för Tampa Bay Lightning.

## Meriter
- Utvald som Årets Junior 1984
- VM-guld 1992
- VM-silver 1993
- VM-brons 1994
- SM-guld 2003
- AHL Calder Cup-mästare 1987, 1991

## Klubbar
- Frölunda Indians 1982-1985 Elitserien
- Buffalo Sabres 1985-1989 NHL
- Rochester Americans 1985-1989 AHL
- Hartford Whalers 1989-1992 NHL
- Springfield Indians 1990-1991 AHL
- Tampa Bay Lightning 1992-1999 NHL
- Frölunda Indians-1994-1995 Elitserien (Lockout)
- Philadelphia Flyers 1998-2000 NHL
- New York Islanders 1999-2000 NHL
- Frölunda Indians 2000-2003 Elitserien